# دوريات المخلاب
دوريّة المخلب (بالإنجليزية: Paw Patrol) هو برنامج رسوم متحركة أمريكي كندي من إنتاج الشركة الأمريكية الشهيرة للرسوم المتحركة نكلوديون بدأ عرضه في 12 من أغسطس 2013 على قناة نكلوديون جونيور ،  هم طفل و كلاب صغيرة يحبون وضع حلول للمشاكل وإنقاذ الناس من مشاكلهم وإنقاذ سكان مدينتهم من الأخطار. يُعرض في العالم العربي على قناة ام بي سي 3

## شخصيات مسلسل دوريات المخلب
رايدر : هو فتى في عمر عشرة و بطل الرواية الرئيسي للمسلسل التلفزيوني دوريات المخلب. وهو أول عضو وقائد دورية المخالب
تشيس: هو أحد الأبطال السبعة الرئيسيين في سلسلة دورية المخلب. إنه جرو الراعي الألماني والعضو الثاني في دورية المخلب. إنه كلب شرطة وشرطي مرور وكلب شرطة تجسس فائق اعتبارًا من الموسم الثاني. هدفه الأساسي هو إبقاء الأمور في نصابها الصحيح وتوجيه/تحذير حركة المرور عند حدوث حالة طوارئ. هدفه الثانوي هو تعقب الحيوانات أو الأشخاص المفقودين باستخدام معدات التجسس الخاصة به.
مارشال: هو جرو دلماسي وأحد الأبطال السبعة الرئيسيين في المسلسل التلفزيوني دورية المخلب. إنه العضو الثالث في دورية المخلب وجرو الإطفاء الخاص بالفريق، بالإضافة إلى الجرو الطبي. هدفه الأساسي هو التحقق من الحرائق وإطفائها، واستخدام سلمه لإنقاذ الحيوانات من الأماكن المرتفعة. هدفه الثانوي، كمسعف، هو استخدام شاشة الأشعة السينية الخاصة به لفحص الأشخاص بحثًا عن أي كسور أو إصابات في العظام، والعناية بهم إذا لزم الأمر (على الرغم من أنه يميل إلى استخدام الضمادات في معظم الأوقات)
روكي: هو أحد الأبطال السبعة الرئيسيين في سلسلة دورية المخلب. وهو جرو صديق للبيئة من سلالة هجينة والعضو الخامس في دورية المخلب. من غير المعروف ما هي سلالاته الحقيقية. هدفه الأساسي هو استخدام العناصر المعاد تدويرها لإصلاح الأشياء المكسورة
روبل: هو أحد الأبطال السبعة الرئيسيين في سلسلة دورية المخالب . وهو كلب بولدوج إنجليزي والعضو السادس في دورية المخلب. هدفه الأساسي هو المساعدة في الأعمال المتعلقة بالبناء، مثل إصلاح المباني المتضررة
سكاي: هي واحدة من الأبطال السبعة الرئيسيين في سلسلة دورية المخلب وهي العضو الرابع في  دورية المخلب . مثل بقية جراء دورية المخلب، ظهرت لأول مرة في الموسم الأول. هدفها الأساسي هو أن تكون بمثابة جرو الإنقاذ الجوي للفريق.
زوما: هو أحد الأبطال السبعة الرئيسيين في المسلسل التلفزيوني دورية المخلب. إنه جرو شوكولاتة لابرادور ومنقذ بحري في دورية المخلب. هدفه الأساسي هو إنقاذ الحيوانات البحرية والناس من حالات الطوارئ تحت الماء
ايفرست: هي أنثى هاسكي سيبيري ظهرت لأول مرة في الموسم الثاني إنها جرو الجبل الجليدي التابعة لدورية المخلب ، والجرو السابع، والعضو التاسع في الفريق هدفها الأساسي هو إزالة الثلوج من الطرق أثناء حالات الطوارئ، واستخدام خطافها للانتقال من مكان إلى آخر. يذكر الموقع الرسمي أنها أكبر جرو تبلغ من العمر ثماني سنوات.
تراكر : هو جرو يقود سيارة جيب ويتمتع بسمع فائق ويعيش في الغابة مع كارلوس. هو كلب شيواوا وأصبح الجرو الثامن لدورية المخلب.
ريكس : هو جرو جبل البرنيز ظهر لأول مرة في الموسم السابع. هدفه الأساسي هو مساعدة الديناصورات ودورية المخلب في مهام إنقاذ الديناصورات.
الكلب الآلي: هو جرو الآلي الذي صنع من قبل رايدر بمساعدة روكي ، يقود دورية المتنقلة.
عمدة غودواي : هي عمدة خليج المغامرة . تعيش في خليج المغامرة. إنها تنافسية للغاية مع عمدة همدنجر من قاع الضباب
عمدة همدنجر : هو عمدة قاع الضباب  والخصم الرئيسي لسلسلة دورية المخلب  ويعمل بمثابة الخصم الشامل للموسم الأول والخصم الرئيسي للموسم الثاني. وهو العدو اللدود لدورية المخالب القائد والرئيس من طاقم القطط والمنافس اللدود للعمدة جودواي ورايدر.

## صوت العربي
رايدر - محمد هاني
تشيس - نور الحجار
مارشال - مازن علام
سكاي - رشا جابر
روكي - أسيا نابلسي
روبل ، عمدة غودواي - دعاء رياض
زوما ، ريكس - حلا صبري
أيفرست - لوما صبري
تراكر - يمنى عطوة
عمدة همدنجر - مصطفى سامي

## روابط خارجية
- دوريات المخلاب على موقع IMDb (الإنجليزية)
- دوريات المخلاب على موقع روتن توميتوز (الإنجليزية)
- دوريات المخلاب على موقع نتفليكس (الإنجليزية)
- دوريات المخلاب على موقع ميوزك برينز (الإنجليزية)
- دوريات المخلاب على موقع فيلمافينيتي (الإسبانية)
- دوريات المخلاب على موقع كينوبويسك (الروسية)
- دوريات المخلاب على موقع ألو سيني (الفرنسية)
- دوريات المخلاب على موقع قاعدة بيانات الفيلم (الإنجليزية)
- PAW Patrol at TVOKids.com
- PAW Patrol at NickJr.com